# Jan Gabriel Cumft
Jan Gabriel Cumft (ur. 29 listopada 1864 w Radziwiliszkach, zm. 27 lutego 1929 w Wilnie) – polski lekarz, okulista, kalwiński działacz kościelny.
Syn kalwińskiego pastora Jednoty Litewskiej Marcina Cumfta (1831–1895) i jego żony Emilii z Mandzelowskich (1840–1897). Jego ojciec był w l. 1858–1893 był pastorem w Radziwiliszkach, a potem pełnił funkcję superintendenta wileńskiego (1893–1894) i wicesuperintendenta żmudzkiego (1894–1895).
Ukończył gimnazjum w Słucku, następnie studiował medycynę na Uniwersytecie w Dorpacie od 1882 do 1889. Specjalizował się w okulistyce u Eduarda Raehlmana w Dorpacie, a następnie u Marcelego Nenckiego w Sankt Petersburgu. W 1892 został wysłany do Astrachania, gdzie zwalczał epidemię cholery. W 1893 w Berlinie, zajmował się badaniami nad fizjologią siatkówki. Brał udział w wojnie rosyjsko-japońskiej i I wojnie światowej. Praktykował w Wilnie; należał do Wileńskiego Towarzystwa Lekarskiego i Wileńskiego Towarzystwa Okulistycznego.
Bardzo zaangażowany wyznaniowo, w l. 1925–1928 był członkiem Kolegium (Konsystorza) Jednoty Wileńskiej.
Żonaty z Wandą z Gintyłłów (1869–1928) mieli czworo dzieci m.in. ich córką była Wanda Czarnocka-Karpińska.